# Club Atlético Morelia
Maillots
Le Club Atlético Morelia, plus connu sous le nom de Monarcas Morelia, est un club de football de Morelia. Il évolue en Liga de Expansión MX. 

## Histoire
Le club est fondé le 21 novembre 1924 sous le nom Oro Morelia, il est membre fondateur de la Segunda División créée en 1950.
En 1947, le club se renomme Atlético Morelia.
Lorsque le Puebla FC est contraint de se retirer, après la saison 1956-1957, de la première division, Morelia qui termine vice-champion de deuxième division peut être promu dans l'élite. Le club restera en première division jusqu'en 1968, l'année où il sera relégué.
En 1981, Morelia revient en première division et y restera pendant 39 années. En 1999, le club se renomme Club Atlético Monarcas Morelia, puis connaîtra sa plus belle époque. En 2000, Morelia remporte le tournoi Apertura 2000-2001 et son premier titre de champion. Le club restera ensuite souvent en haut du classement, et atteindra deux fois la finale du championnat, en 2002 et 2003. Il atteindra également deux finales en Coupe des champions de la CONCACAF.
En 2020, la franchise déménage à Mazatlán et se renomme Mazatlán Fútbol Club malgré l'opposition de ses supporters. Le club de Mazatlán prend la place de Morelia en première division.
Le 26 juin 2020, le Club Deportivo Zacatepec ayant des difficultés financières se relocalise à Morelia et reprend le nom de Club Atlético Morelia. Les nouveaux propriétaires acquièrent les droits et le logo du club.

## Palmarès
- Coupe des champions de la CONCACAF (0)
  - Finaliste : 2002, 2003

- SuperLiga (1)
  - Vainqueur : 2010

- Championnat du Mexique (1) 
  - Champion : 2000 (Inv.)
  - Vice-champion : 2002 (A), 2003 (C), 2011 (C)

- Coupe du Mexique (1) 
  - Vainqueur : 2013 (A)
  - Finaliste : 2017 (C)

## Couleurs et blason

Ancien logo
Logo actuel